# Gabriel Mithá Ribeiro
Gabriel Mithá Ribeiro est une personnalité politique portugaise, député du parti Chega, né le 23 août 1965.

## Biographie
Le 30 janvier 2022 à la suite des élections législatives portugaises de 2022, il est élu député à l'Assemblée de la République portugaise pour la XVe législature de la Troisième République portugaise.